# Mohamadou Hadi Barkindo
Mohamadou Hadi Barkindo est le vingt-et-unième Lamido du Lamidat de Tibati, chefferie traditionnelle de premier degré située dans la région de l'Adamaoua au Cameroun.

## Biographie

### Enfance et débuts
Mohamadou Hadi Barkindo voit le jour le 12 décembre 1983 à Tibati dans le département du Djérem, région de l'Adamaoua. Il s'est formé du primaire au secondaire jusqu'à l'obtention de son Baccalauréat dans sa commune natale. Plus tard à Yaoundé, il décroche une Licence en Économie et Gestion.

### Carrière
Dès l'obtention de sa Licence, il est engagé comme agent comptable à la Société Nationale de Raffinage (SONARA) au département administratif et financier.

### Vie personnelle
Il est marié et père de trois enfants.

## Intronisation
Le Lamido Mohamadou Hadi Barkindo succède à Sa Majesté Hamidou Mohaman Bello qui a exercé le pouvoir de 2008 à 2023. Il est le fils de Sa Majesté Mohamadou Barkindo, le 18ème monarque du Lamidat de Tibati qui a régné de 1981 à 2004,. Le nouveau Lamido de Tibati a reçu une lettre de félicitations du Rassemblement Démocratique du Peuple Camerounais (RDPC). Il a été intronisé le 17 juin 2023 à la suite d'un vote de 12 voix sur 14 du collège électoral constitué de 14 notables. Il y avait en compétition 22 candidats au trône du Lamidat de Tibati jugés aptes par la commission établie par la préfecture du Djérem.  

## Œuvres
En tant que souverain du Lamidat de Tibati, Sa Majesté Mohamadou Hadi Barkindo adressera ses remerciements le 28 février 2024 au Premier ministre, chef du gouvernement camerounais, Joseph Dion Ngute. Cette gratitude est exprimée en raison de la diversité de projets de développement en cours dans le département du Djérem et l'ensemble de la région de l'Adamaoua. 
Reçu en audience le par le Ministre des Travaux Publics, Emmanuel Nganou Djoumessi, le Lamido de Tibati l'élèvera au rang de Notable chargé des ouvertures et de la consolidation des acquis routiers du Lamido. Cette distinction vise à encourager les efforts ministériels pour une meilleure circulation des personnes et des biens à Tibati. 